# Hans Georg Strand
Hans Georg Strand, född 16 oktober 1719 i Vadstena, död 25 januari 1798 i Östra Ny socken, var en svensk präst i Östra Ny församling.

## Biografi
Hans Georg Strand föddes 16 oktober 1719 i Vadstena. Han var son till kyrkoherden Erik Strand och Anna Olin. Strand studerande i Linköping och blev i mars 1740 student vid Uppsala universitet. Han prästvigdes 12 november 1749 och var mellan 1761 och 1772 huspredikant på Hylinge i Västra Husby socken. Strand tog 22 mars 1765 pastoralexamen och blev 9 november 1774 kyrkoherde i Östra Ny församling. Han blev 12 december 1789 prost. Strand avled 25 januari 1798 i Östra Ny socken.

### Familj
Strand gifte sig 1776 med Mariana Johanna Elisabeth Lejman (1760–1799). Hon var dotter till kyrkoherden i Västra Husby socken.